# Ініша
Ініша (лакськ. Иниши) — село у Лакському районі Дагестану Російської Федерації.
Розташоване за 12 км на схід від райцентру, під знаменитою в Лакії горою Кімізи (2429 м) на півночі і горою Сарібакі (2500 м) на північному сході, між аулами Кані та Вірати.
Школу відкрито в 1938 році. Того ж року організовано колгосп.

## Населення
У 1886 році Ініша налічувала 31 двір. У 1914 році тут проживало 176 осіб. 1930 року в селі було 35 дворів та 135 мешканців. У 2008 році — 105 осіб.